# Australoecia micra
Australoecia micra is een mosselkreeftjessoort uit de familie van de Pontocyprididae. De wetenschappelijke naam van de soort is voor het eerst geldig gepubliceerd in 1985 door Bonaduce, Ciampo & Masoli.